# Præriens Magt
Præriens Magt (originaltitel What a Wife Learned) er en amerikansk stumfilm fra 1923 af John Griffith Wray.

## Medvirkende
- John Bowers som Jim Russell
- Milton Sills som Rudolph Martin
- Marguerite De La Motte som Sheila Dorne
- Evelyn McCoy som Esther Russell
- Harry Todd som Tracy McGrath
- Aggie Herring som Maggie McGrath
- Francelia Billington som Lillian Martin